# Štafelaj
Štafelaj (njem. Staffelei) je slikarski stalak ili postolje na kojem slikar izrađuje sliku na postavljenom platnu ili drvenoj ploči. Za razliku od zidnoga slikarstva, štafelajnim slikarstvom naziva se slikarstvo kojim se na slikarskim stalcima izrađuju prenosive slike.